# 赫克托·萨瑟兰
赫克托·萨瑟兰（英語：Hector Sutherland，1930年3月6日—2011年4月26日），澳大利亚男子自行车运动员。他曾代表澳大利亚参加1950年大英帝国运动会自行车比赛，获得男子公路赛金牌。